# Oberschlesien (Zeitung)
Oberschlesien ist eine deutschsprachige Zeitschrift mit dem Themenschwerpunkt Oberschlesien (heute in Polen). Die Zeitschrift erscheint einmal monatlich in Görlitz mit Beilagen und Lokalteilen für die verschiedenen Heimatkreise (beispielsweise Kattowitz, Königshütte, Gleiwitz, Hindenburg OS, Beuthen, Oppeln, Schwientochlowitz und Laurahütte).
Die Zeitung richtet sich seit 2001 neben Lesern in Deutschland auch an solche in Polen. Die Auflage betrug im Jahr 2005 12.200 Exemplare, davon 4.200 in Polen. In Deutschland erfolgt ein Abonnementvertrieb, in Polen wird der Titel außerdem am Kiosk verkauft. 
Bei der Gründung nannte sich die Zeitung Unser Oberschlesien. Die ursprüngliche Vertriebenenzeitung erschien erstmals 1951 im Chmielorz-Verlag in Wiesbaden. 1968 erreichte Unser Oberschlesien eine Auflage von 24.000 Exemplaren. Im Jahr 2001 wurde die Zeitschrift durch den Senfkorn Verlag A. Theisen aus Görlitz übernommen. Seitdem ist der polnische Verlagsort St. Annaberg. 2005 wurde die Zeitschrift in Oberschlesien umbenannt, zunächst mit dem Untertitel „Zeitung für die Oberschlesier in Ost und West“.